# Port lotniczy Boise
Port lotniczy Boise (IATA: BOI, ICAO: KBOI) – port lotniczy położony 6 km na południe od centrum Boise, w stanie Idaho, w Stanach Zjednoczonych. Lotnisko jest obsługiwane przez Departament Lotnictwa miasta Boise i jest nadzorowany przez Komisję Lotniska.
Lotnisko, oprócz lotów komercyjnych i lotnictwo ogólnego, jest także wykorzystywane przez Idaho Air National Guard na Gowen Field Air National Guard Base na lotnisku. National Interagency Fire Center z siedzibą w mieście Boise, również używa lotniska do wsparcia logistycznego. United States Forest Service korzysta także z portu jako baza dla samolotów gaśniczych.
W 2010 lotnisko obsłużyło 2 805 692 osób, z niewielką zmianą w stosunku do 2009 roku. W roku 2009 lotnisko zajęło 76. miejsce pod względem obsłużonych pasażerów wśród portów lotniczych USA.

## Historia
W 1926 roku pierwszy miejski port lotniczy w Boise został zbudowany na żwirze, gdzie znajduje się obecnie kampus Boise State University. Pierwszy komercyjny lot miał miejsce 26 kwietnia 1926 r., przeprowadzony przez Varney Airlines. Varney Airlines rozpoczęła działalność z Boise w 1933 roku, później połączyła się z National Air Transport, by stać się United Airlines.
Obecne lotnisko ma swoje początki w 1936 roku, kiedy Boise rozpoczęła zakup i leasing gruntów pod lotnisko. Do roku 1938, Boise miał najdłuższy pas startowy w Stanach Zjednoczonych w tym czasie 2680 m. Stalowy hangar Varney Airlines został przeniesiony na obecne lądowisko w 1939 roku. Wraz ze wzrostem długości samolotów, hangar nie był już w stanie obsługiwać samolotów i został przekształcony na terminal pasażerski. Była to część nowoczesnego terminalu, aż do zakończenia nowego terminalu w 2004 roku.
Podczas II wojny światowej, Army Air Corps, a później Army Air Forces, dzierżawiło pole do wykorzystania bazy szkoleniowej dla załogi Boeing B-17 Flying Fortress i B-24 Liberator. Ponad 6000 ludzi stacjonowało tam w czasie wojny.
Lądowisko to zostało nazwane Gowen Field 23 lipca 1941 po Paulu R. Gowen (1909/38), który urodził się i wychował w Caldwell, studiował na Uniwersytecie w Idaho, i ukończył jako dziewiąty w swojej klasie West Point w 1933 roku. Gowen zginęła na miejscu w wypadku w Panamie w lipcu 1938 podczas pilotowania dwusilnikowego bombowca B-10 Army Air Corps.
Po wojnie część lądowisko używana przez Army Air Forces wrócił do miasta. Idaho Air National Guard rozpoczęła leasing lotniska po wojnie i nadal je wynajmuje.
W latach 2003 i 2005, Lotnisko Boise zostało przebudowane. Lotnisko posiada teraz nowy terminal i podwyższony dojazd do hali odlotów. Były dwie różne fazy, które zostały wykonane podczas budowy nowego terminalu pasażerskiego. Faza 1 obejmowała odbiór bagażu, hol, oraz koncesję na żywność i napoje. 2 faza obejmowała kontrolę bezpieczeństwa i nowy pirs (Pirs C).
Terminal pasażerski lotniska zaprojektowany przez CSHQA składa się z trzech kondygnacji, ze stalowym szkieletem o powierzchni 35.100 m². Krzywoliniowe, stalowe kratownice tworzą falujące płaszczyzny sufitu holu i określają profil budynku.

## Udogodnienia
Port lotniczy Boise ma powierzchnię 2023 ha i znajduje się na wysokości 875 m nad poziomem morza. Posiada dwa pasy startowe:
- Pas 10L/28R: 3048 x 46 m, Nawierzchnia: asfalt, pojemność Waga: 75.000 funtów (34.000 kg) / jedno koło; system VASI
- Pas 10R/28L: 2976 x 46 m, Nawierzchnia: asfalt, pojemność Waga: 75.000 funtów (34.000 kg) / jedno koło; VASI, ILS / DME [1]

### Wieża kontroli ruchu

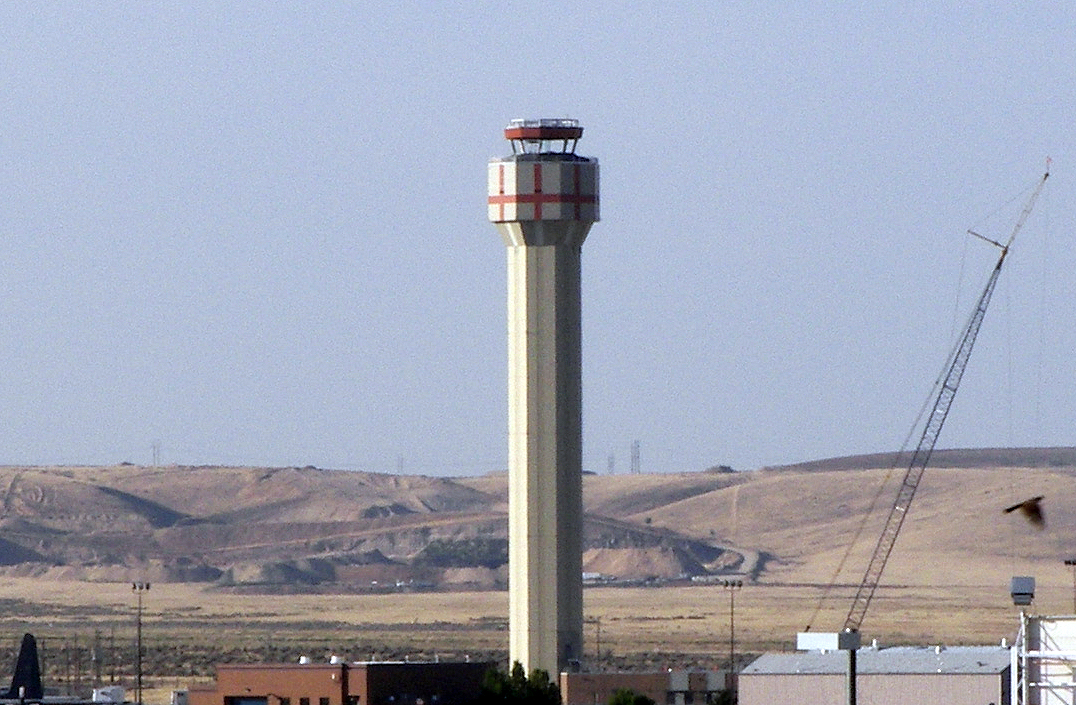
Wieża kontroli ruchu podczas budowy

4 stycznia 2008 roku władze miasta rozpoczęły budowę nowej wieży kontroli lotów. Obecnie wieża jest kompletna i ma wysokość 90 m, jest najwyższym budynkiem w Idaho i najwyższą wieżą kontroli na Wybrzeżu Północno-Zachodnim. Została ona również przeniesiona na południową stronę lotniska w celu kontroli istniejącego pasa i ewentualnego nowego dla Gowen Field. Wieża została zaplanowana i wykonana, gdy wierzono, że funkcje radaru, zostaną przeniesione do Salt Lake City. Po tym jak zdecydowano przenieść stanowiska radarowe w Boise, obiekt, u podstawy wieży musiał być przebudowany i częściowo zmodernizowany jako siedziba TRACON.

## Linie lotnicze i połączenia
- Alaska Airlines obsługiwane przez Horizon Air (Lewiston, Portland (OR), Sacramento, San Jose (CA), Seattle/Tacoma, Sun Valley)
- American Eagle Airlines (Los Angeles)
- Delta Air Lines (Minneapolis/St. Paul, Salt Lake City)
- Delta Connection obsługiwane przez Mesaba Airlines (Minneapolis, Salt Lake City)
- Delta Connection obsługiwane przez SkyWest (Salt Lake City)
- Frontier Airlines (Denver [sezonowo])
- SeaPort Airlines (Idaho Falls, Pendleton)
- Southwest Airlines (Denver, Las Vegas, Oakland, Portland (OR), Phoenix, Reno/Tahoe [do 7 stycznia], Salt Lake City [do 7 stycznia], Seattle/Tacoma [do 7 stycznia], Spokane)
- United Airlines (Chicago-O’Hare, Denver)
- United Airlines obsługiwane przez SkyWest (Chicago-O’Hare, Denver, Los Angeles, San Francisco)
- United Airlines obsługiwane przez GoJet Airlines (Chicago-O’Hare)
- US Airways (Phoenix)

## Statystyki
| Miejsce | Miasto                   | Pasażerów | Przewoźnik                  |
| ------- | ------------------------ | --------- | --------------------------- |
| 1       | Denver, CO               | 232,000   | Frontier, Southwest, United |
| 2       | Salt Lake City, UT       | 231,000   | Delta, Southwest            |
| 3       | Seattle/Tacoma, WA       | 196,000   | Alaska, Southwest           |
| 4       | Portland, OR             | 131,000   | Alaska, Southwest           |
| 5       | Phoenix, AZ              | 85,000    | Southwest, US Airways       |
| 6       | Las Vegas, NV            | 67,000    | Southwest                   |
| 7       | Spokane, WA              | 62,000    | Southwest                   |
| 8       | Minneapolis/St. Paul, MN | 62,000    | Delta                       |
| 9       | San Francisco, CA        | 56,000    | United                      |
| 10      | Chicago, IL (O’Hare)     | 55,000    | United                      |